# Semilla Bucciarelli
Daniel Fernando "Semilla" Bucciarelli (Villa María, Córdoba, 3 de julio de 1959) es un músico y artista plástico argentino,  reconocido por su notable participación como bajista de la banda Patricio Rey y sus Redonditos de Ricota, en la cual se mantuvo activo desde 1982 hasta la separación de la misma en 2001. 
Tras la disolución de Patricio Rey, realizó una pausa en su carrera como músico para dedicarse de lleno a la pintura artística, llegando a prestar su arte a sus excompañeros en Los Redondos, Sergio Dawi y Walter Sidoti. En 2011, volvió a reunirse con Dawi para formar el espectáculo conceptual SemiDawi: Ambos a la vez, mientras que en 2013 comenzaron a presentarse en conjunto con la banda The Comando Pickless de Sidoti, bajo la temática "SemiDawi + The Comando Pickless". Finalmente, y tras casi 16 años fuera de la actividad, en 2017 retornó a la actividad musical integrando junto a los ex-Redondos Dawi, Sidoti y Tito Fargo la agrupación Los Decoradores, con la cual reinterpretan los antiguos shows de Patricio Rey bajo la temática "Kermesse Redonda".
Posee un sitio web oficial donde expone sus trabajos como artista plástico, http://www.semillabucciarelli.com.ar/.

## Biografía
Daniel Bucciarelli nació el 3 de julio de 1959 en Villa María, en la provincia de Córdoba. Vivió en su juventud en la provincia de Buenos Aires, y sus comienzos en la música datan desde mediados hasta fines de la década de 1970, en donde integró algunos grupos y llegó a ser encargado de equipos del grupo Crucis. En 1982, Alejandro Pensa (quien colaboraba con Skay Beilinson por aquel entonces) lo invita a formar parte de Patricio Rey y sus Redonditos de Ricota y permaneció con ellos hasta su disolución, con quienes grabó desde el primer álbum, Gulp! (1985), hasta el último, Momo Sampler (2000).

También colaboró en la composición de dos canciones, las cuales forman parte del repertorio de la banda: "Ella debe estar tan linda", de Un baión para el ojo idiota (1988), y "Mi perro Dinamita", de La mosca y la sopa (1991). Además realizó el arte de portada del álbum Lobo suelto, cordero atado, vol. 2, de 1993, en el cual también aportó un alfabeto especial.
Tras la disolución de Patricio Rey, se había retirado de la práctica profesional de la música, dedicándose a sus proyectos de pintura artística. En 2011, formó junto a su excompañero Redondo Sergio Dawi el espectáculo conceptual "SemiDawi: Ambos a la vez", en el cual Bucciarelli aportaba imagen y color a los acordes que Dawi ejecutaba con su saxofón. En 2013, el espectáculo se fusionó con las presentaciones de la banda The Comando Pickless de Walter Sidoti, formando el espectáculo "SemiDawi + The Comando Pickless". 
En ese mismo año, Bucciarelli, Dawi y Sidoti colaboraron junto a su excompañero Indio Solari en la producción del tema La pajarita pechiblanca, formándose la reunión de ex-Redondos más grande desde la separación. Finalmente, y tras cuatro años desarrollando el espectáculo "SemiDawi +  The Comando Pickless", en 2017 se produce una reunión entre Bucciarelli, Dawi y Sidoti a la que también se suma el guitarrista Tito Fargo, tras la cual comienzan a presentarse como una nueva agrupación bajo el nombre de Los Decoradores.

## Discografía con Patricio Rey y sus Redonditos de Ricota
- Gulp! - 1985
- Oktubre - 1986
- Un baión para el ojo idiota - 1988
- ¡Bang! ¡Bang!!... Estás liquidado - 1989
- La mosca y la sopa - 1991
- En Directo - 1992
- Lobo suelto, cordero atado, vol. 1 - 1993
- Lobo suelto, cordero atado, vol. 2 - 1993
- Luzbelito - 1996
- Último bondi a Finisterre - 1998
- Momo Sampler - 2000

Participación en otros álbumes
- Sin presupuesto - 1985 (como bajista invitado de Pedro Conde junto a otros integrantes de Patricio Rey).
- Tren de Fugitivos - 1997 (como bajista invitado de El Soldado junto a otros integrantes de Patricio Rey).
- Vivo acá - 2003 (como acordeonista invitado de Divididos en la canción "Sisters").
- Nueva Fórmula - 2011 (como bajista invitado de Los Tónicos), participando en la canción "Uña corta".
- Pajaritos, bravos muchachitos - 2013 (como acordeonista invitado del Indio Solari y Los Fundamentalistas del Aire Acondicionado junto a otros integrantes de Patricio Rey), participando en la canción "La pajarita pechiblanca".

## Otras colaboraciones
- Le Mie Parole - 2013 (libro de Jesús Granero), realizando la portada de dicha obra.